# Schnellfahrstrecke Madrid–Barcelona–Französische Grenze
| |                               |                                                 |                                                 |
| Streckenlänge: | 744 km                        |                                                 |                                                 |
| Spurweite: | 1435 mm (Normalspur)          |                                                 |                                                 |
| Stromsystem: | 25 kV, 50 Hz ~                |                                                 |                                                 |
| Maximale Neigung: | 25 ‰                          |                                                 |                                                 |
| Minimaler Radius: | Regel: 7250 m Minimal: 4000 m |                                                 |                                                 |
| Streckengeschwindigkeit: | 310 km/h; geplant: 350 km/h   |                                                 |                                                 |
| Zugbeeinflussung: | ETCS L2                       |                                                 |                                                 |
| |                               |                                                 |                                                 |
| \| \| \| HGV-Tunnel von Madrid Chamartín \| \| \| \| 0,0 \| Madrid Atocha Hauptetage: Kopfbahnhof \| Madrid Atocha Hauptetage: Kopfbahnhof \| \| \| \| SFS nach Sevilla bzw. nach Lissabon \| \| \| \| \| Bypass zur SFS nach Sevilla \| \| \| \| 24,7 \| Jarama \| Jarama \| \| \| 64,4 \| Guadalajara-Yebes \| Guadalajara-Yebes \| \| \| 116,0 \| Übf Las Inviernas \| Übf Las Inviernas \| \| \| 182,7 \| Übf Ariza AV \| Übf Ariza AV \| \| \| 221,1 \| Calatayud \| Calatayud \| \| \| \| Paracuellos (4763 m) \| \| \| \| 272,9 \| zur Spurwechselanlage Plasencia de Jalón \| zur Spurwechselanlage Plasencia de Jalón \| \| \| 273,4 \| Übf. Plasencia de Jalón \| Übf. Plasencia de Jalón \| \| \| 294,9 \| Abzw Moncasí \| Abzw Moncasí \| \| \| 306,7 \| Zaragoza-Delicias \| Zaragoza-Delicias \| \| \| 311,7 \| SFS nach Huesca \| SFS nach Huesca \| \| \| 315,8 \| Abzw Canal Imperial \| Abzw Canal Imperial \| \| \| 356,5 \| Übf Bujaraloz \| Übf Bujaraloz \| \| \| 396,8 \| Übf Ballobar \| Übf Ballobar \| \| \| 403,7 \| Cinca \| Cinca \| \| \| 434,6 \| Abzw Les Torres de Sanuí \| Abzw Les Torres de Sanuí \| \| \| 442,1 \| Lleida Pirineus \| Lleida Pirineus \| \| \| 452,5 \| zur ehem. Spurwechselanlage Lleida \| zur ehem. Spurwechselanlage Lleida \| \| \| 448,6 \| Abzw Artesa \| Abzw Artesa \| \| \| 452,5 \| zur ehem. Spurwechselanlage Puigverd \| zur ehem. Spurwechselanlage Puigverd \| \| \| 456,6 \| Les Borges \| Les Borges \| \| \| 488,9 \| Übf L’Espluga \| Übf L’Espluga \| \| \| 509,3 \| L’Alcover \| L’Alcover \| \| \| 512,8 \| Strecke nach Valencia \| Strecke nach Valencia \| \| \| 520,9 \| Camp de Tarragona \| Camp de Tarragona \| \| \| \| zur ehem. Spurwechselanlage Roda de Berà \| \| \| \| 534,7 \| Montornès \| Montornès \| \| \| 549,3 \| Unterwerk La Gornal \| Unterwerk La Gornal \| \| \| 552,7 \| Übf L’Arboç \| Übf L’Arboç \| \| \| 565,9 \| Übf Vilafranca del Penedès gepl. Bahnhof \| Übf Vilafranca del Penedès gepl. Bahnhof \| \| \| 579,7 \| Gelida \| Gelida \| \| \| \| Martorell \| \| \| \| \| Llobregat \| \| \| \| \| Castellbisbal \| \| \| \| \| Güterzugstrecke über Sant Cugat \| \| \| \| \| Llobregat (Pallejà) \| \| \| \| 595,8 \| Sant Vicenç dels Horts \| Sant Vicenç dels Horts \| \| \| \| Llobregat, Sant Joan Despí \| \| \| \| 610,4 \| Llobregat, Sant Boi \| Llobregat, Sant Boi \| \| \| \| \| \| \| \| \| Bahnstrecke Barcelona–Martorell–Tarragona \| \| \| \| \| El Prat \| \| \| \| \| \| \| \| \| \| Llobregat \| \| \| \| \| Richtung Can Tunis \| \| \| \| \| \| \| \| \| 620,9 \| Barcelona-Sants \| Barcelona-Sants \| \| \| \| Provença-Tunnel \| \| \| \| \| Barcelona-Sagrera \| \| \| \| 632,0 \| Montcada-Tunnel (3995 m) \| Montcada-Tunnel (3995 m) \| \| \| 641,2 \| Güterzugstrecke aus Mollet/Sant Cugat \| Güterzugstrecke aus Mollet/Sant Cugat \| \| \| 645,4 \| Montmeló-Tunnel (früher provisorischer Bahnhof) \| Montmeló-Tunnel (früher provisorischer Bahnhof) \| \| \| 660,0 \| Brücke über die Autobahn AP-7 \| Brücke über die Autobahn AP-7 \| \| \| 677,1 \| Übf Riells \| Übf Riells \| \| \| 681,0 \| Instandhaltungsbasis bei Hostalric \| Instandhaltungsbasis bei Hostalric \| \| \| 688,2 \| Brücke über den Bahnhof Maçanet-Massanes \| Brücke über den Bahnhof Maçanet-Massanes \| \| \| 702,5 \| Übf Vilobí d’Onyar \| Übf Vilobí d’Onyar \| \| \| 705,2 \| Brücke über die Autobahn AP-7 \| Brücke über die Autobahn AP-7 \| \| \| \| nach Girona Gbf \| \| \| \| \| Tunnel unter der Stadt Girona \| \| \| \| 714,7 \| Girona AVE \| Girona AVE \| \| \| \| \| \| \| \| \| geplanter Bahnhof am Flughafen Girona \| \| \| \| \| Dreischienengleis von Viamalla \| \| \| \| 748,9 \| Figueres-Vilafant \| Figueres-Vilafant \| \| \| \| LGV Perpignan–Figueres nach Perpignan \| \| \| \| \| mit Staatsgrenze Spanien/Frankreich \| \| \| \| \| \| \| |                               |                                                 |                                                 |
| |                               | HGV-Tunnel von Madrid Chamartín                 |                                                 |
| Bahnhof Streckenende (im Tunnel) | 0,0                           | Madrid Atocha Hauptetage: Kopfbahnhof           | Madrid Atocha Hauptetage: Kopfbahnhof           |
| Abzweig geradeaus und nach rechts |                               | SFS nach Sevilla bzw. nach Lissabon             | SFS nach Sevilla bzw. nach Lissabon             |
| Abzweig geradeaus und ehemals von rechts |                               | Bypass zur SFS nach Sevilla                     | Bypass zur SFS nach Sevilla                     |
| Brücke über Wasserlauf | 24,7                          | Jarama                                          | Jarama                                          |
| Bahnhof | 64,4                          | Guadalajara-Yebes                               | Guadalajara-Yebes                               |
| Dienststation / Betriebs- oder Güterbahnhof | 116,0                         | Übf Las Inviernas                               | Übf Las Inviernas                               |
| Dienststation / Betriebs- oder Güterbahnhof | 182,7                         | Übf Ariza AV                                    | Übf Ariza AV                                    |
| Bahnhof | 221,1                         | Calatayud                                       | Calatayud                                       |
| Tunnel |                               | Paracuellos (4763 m)                            | Paracuellos (4763 m)                            |
| Abzweig geradeaus und nach links | 272,9                         | zur Spurwechselanlage Plasencia de Jalón        | zur Spurwechselanlage Plasencia de Jalón        |
| Dienststation / Betriebs- oder Güterbahnhof | 273,4                         | Übf. Plasencia de Jalón                         | Übf. Plasencia de Jalón                         |
| Abzweig geradeaus und nach links · Strecke von rechts | 294,9                         | Abzw Moncasí                                    | Abzw Moncasí                                    |
| Strecke · Bahnhof | 306,7                         | Zaragoza-Delicias                               | Zaragoza-Delicias                               |
| Strecke · Abzweig geradeaus und nach links | 311,7                         | SFS nach Huesca                                 | SFS nach Huesca                                 |
| Abzweig geradeaus und von links · Strecke nach rechts | 315,8                         | Abzw Canal Imperial                             | Abzw Canal Imperial                             |
| Dienststation / Betriebs- oder Güterbahnhof | 356,5                         | Übf Bujaraloz                                   | Übf Bujaraloz                                   |
| Dienststation / Betriebs- oder Güterbahnhof | 396,8                         | Übf Ballobar                                    | Übf Ballobar                                    |
| Brücke über Wasserlauf | 403,7                         | Cinca                                           | Cinca                                           |
| Abzweig geradeaus und nach links · Strecke von rechts | 434,6                         | Abzw Les Torres de Sanuí                        | Abzw Les Torres de Sanuí                        |
| Strecke · Bahnhof | 442,1                         | Lleida Pirineus                                 | Lleida Pirineus                                 |
| Strecke · Abzweig geradeaus und ehemals nach rechts | 452,5                         | zur ehem. Spurwechselanlage Lleida              | zur ehem. Spurwechselanlage Lleida              |
| Abzweig geradeaus und von links · Strecke nach rechts | 448,6                         | Abzw Artesa                                     | Abzw Artesa                                     |
| Abzweig geradeaus und ehemals nach links | 452,5                         | zur ehem. Spurwechselanlage Puigverd            | zur ehem. Spurwechselanlage Puigverd            |
| Überleitstelle / Spurwechsel | 456,6                         | Les Borges                                      | Les Borges                                      |
| Dienststation / Betriebs- oder Güterbahnhof | 488,9                         | Übf L’Espluga                                   | Übf L’Espluga                                   |
| Überleitstelle / Spurwechsel | 509,3                         | L’Alcover                                       | L’Alcover                                       |
| Abzweig geradeaus und von rechts | 512,8                         | Strecke nach Valencia                           | Strecke nach Valencia                           |
| Bahnhof | 520,9                         | Camp de Tarragona                               | Camp de Tarragona                               |
| Abzweig geradeaus und ehemals nach rechts |                               | zur ehem. Spurwechselanlage Roda de Berà        | zur ehem. Spurwechselanlage Roda de Berà        |
| Überleitstelle / Spurwechsel | 534,7                         | Montornès                                       | Montornès                                       |
| Strecke | 549,3                         | Unterwerk La Gornal                             | Unterwerk La Gornal                             |
| Dienststation / Betriebs- oder Güterbahnhof | 552,7                         | Übf L’Arboç                                     | Übf L’Arboç                                     |
| Dienststation / Betriebs- oder Güterbahnhof | 565,9                         | Übf Vilafranca del Penedès gepl. Bahnhof        | Übf Vilafranca del Penedès gepl. Bahnhof        |
| Überleitstelle / Spurwechsel | 579,7                         | Gelida                                          | Gelida                                          |
| Tunnel |                               | Martorell                                       | Martorell                                       |
| Brücke über Wasserlauf |                               | Llobregat                                       | Llobregat                                       |
| Tunnel |                               | Castellbisbal                                   | Castellbisbal                                   |
| Abzweig geradeaus und von links |                               | Güterzugstrecke über Sant Cugat                 | Güterzugstrecke über Sant Cugat                 |
| Brücke über Wasserlauf |                               | Llobregat (Pallejà)                             | Llobregat (Pallejà)                             |
| Überleitstelle / Spurwechsel | 595,8                         | Sant Vicenç dels Horts                          | Sant Vicenç dels Horts                          |
| Brücke über Wasserlauf |                               | Llobregat, Sant Joan Despí                      | Llobregat, Sant Joan Despí                      |
| Brücke über Wasserlauf | 610,4                         | Llobregat, Sant Boi                             | Llobregat, Sant Boi                             |
| Tunnelanfang |                               |                                                 |                                                 |
| Kreuzung mit oberirdischer Strecke (im Tunnel) |                               | Bahnstrecke Barcelona–Martorell–Tarragona       | Bahnstrecke Barcelona–Martorell–Tarragona       |
| ehemaliger Haltepunkt / Haltestelle (im Tunnel) |                               | El Prat                                         | El Prat                                         |
| Tunnelende |                               |                                                 |                                                 |
| Brücke über Wasserlauf |                               | Llobregat                                       | Llobregat                                       |
| Abzweig geradeaus und von rechts |                               | Richtung Can Tunis                              | Richtung Can Tunis                              |
| Tunnelanfang |                               |                                                 |                                                 |
| Bahnhof (im Tunnel) | 620,9                         | Barcelona-Sants                                 | Barcelona-Sants                                 |
| Strecke (im Tunnel) |                               | Provença-Tunnel                                 | Provença-Tunnel                                 |
| ehemaliger Bahnhof Tunnelende |                               | Barcelona-Sagrera                               | Barcelona-Sagrera                               |
| Tunnel | 632,0                         | Montcada-Tunnel (3995 m)                        | Montcada-Tunnel (3995 m)                        |
| Abzweig geradeaus und von links | 641,2                         | Güterzugstrecke aus Mollet/Sant Cugat           | Güterzugstrecke aus Mollet/Sant Cugat           |
| Überleitstelle / Spurwechsel | 645,4                         | Montmeló-Tunnel (früher provisorischer Bahnhof) | Montmeló-Tunnel (früher provisorischer Bahnhof) |
| Brücke | 660,0                         | Brücke über die Autobahn AP-7                   | Brücke über die Autobahn AP-7                   |
| Überleitstelle / Spurwechsel | 677,1                         | Übf Riells                                      | Übf Riells                                      |
| Abzweig geradeaus und von rechts | 681,0                         | Instandhaltungsbasis bei Hostalric              | Instandhaltungsbasis bei Hostalric              |
| Brücke | 688,2                         | Brücke über den Bahnhof Maçanet-Massanes        | Brücke über den Bahnhof Maçanet-Massanes        |
| Überleitstelle / Spurwechsel | 702,5                         | Übf Vilobí d’Onyar                              | Übf Vilobí d’Onyar                              |
| Brücke | 705,2                         | Brücke über die Autobahn AP-7                   | Brücke über die Autobahn AP-7                   |
| Abzweig geradeaus und nach rechts |                               | nach Girona Gbf                                 | nach Girona Gbf                                 |
| Tunnelanfang |                               | Tunnel unter der Stadt Girona                   | Tunnel unter der Stadt Girona                   |
| Bahnhof (im Tunnel) | 714,7                         | Girona AVE                                      | Girona AVE                                      |
| Tunnelende |                               |                                                 |                                                 |
| ehemaliger Bahnhof |                               | geplanter Bahnhof am Flughafen Girona           | geplanter Bahnhof am Flughafen Girona           |
| Abzweig geradeaus und von rechts |                               | Dreischienengleis von Viamalla                  | Dreischienengleis von Viamalla                  |
| Bahnhof Tunnelanfang | 748,9                         | Figueres-Vilafant                               | Figueres-Vilafant                               |
| Grenze (im Tunnel) |                               | LGV Perpignan–Figueres nach Perpignan           | LGV Perpignan–Figueres nach Perpignan           |
| Tunnelende |                               | mit Staatsgrenze Spanien/Frankreich             | mit Staatsgrenze Spanien/Frankreich             |
| |                               |                                                 |                                                 |

Die Schnellfahrstrecke Madrid–Barcelona–Französische Grenze (spanisch: Línea de alta velocidad Madrid-Barcelona-Frontera francesa) ist Teil des Hochgeschwindigkeitsnetzes in Spanien. Mit einer zulässigen Streckenhöchstgeschwindigkeit von 350 km/h im Abschnitt zwischen Madrid und Barcelona gehört sie zu den schnellstbefahrenen Bahnstrecken der Welt. Bei einer Höchstgeschwindigkeit von 310 km/h legt der AVE die 620,9 km zwischen Madrid und Barcelona in einer Fahrzeit von zwei Stunden und 30 Minuten zurück. Dies entspricht einer Reisegeschwindigkeit von 248,4 km/h (Stand November 2017). Die Strecke ist ferner Teil des Prioritären Projekts 3 (Hochgeschwindigkeits-Eisenbahnachse Süd, Paris–Madrid) der Transeuropäischen Netze (TEN).
Seit 20. Februar 2008 wird die Strecke zwischen Madrid und Barcelona in voller Länge planmäßig von Reisezügen befahren. Technische Versuche zur Anhebung der Höchstgeschwindigkeit auf 350 km/h laufen. 2013 wurde, als letzter Streckenabschnitt, die Verlängerung bis Frankreich durchgehend in Betrieb genommen.

## Verlauf

### Madrid–Barcelona

#### Madrid–Lleida

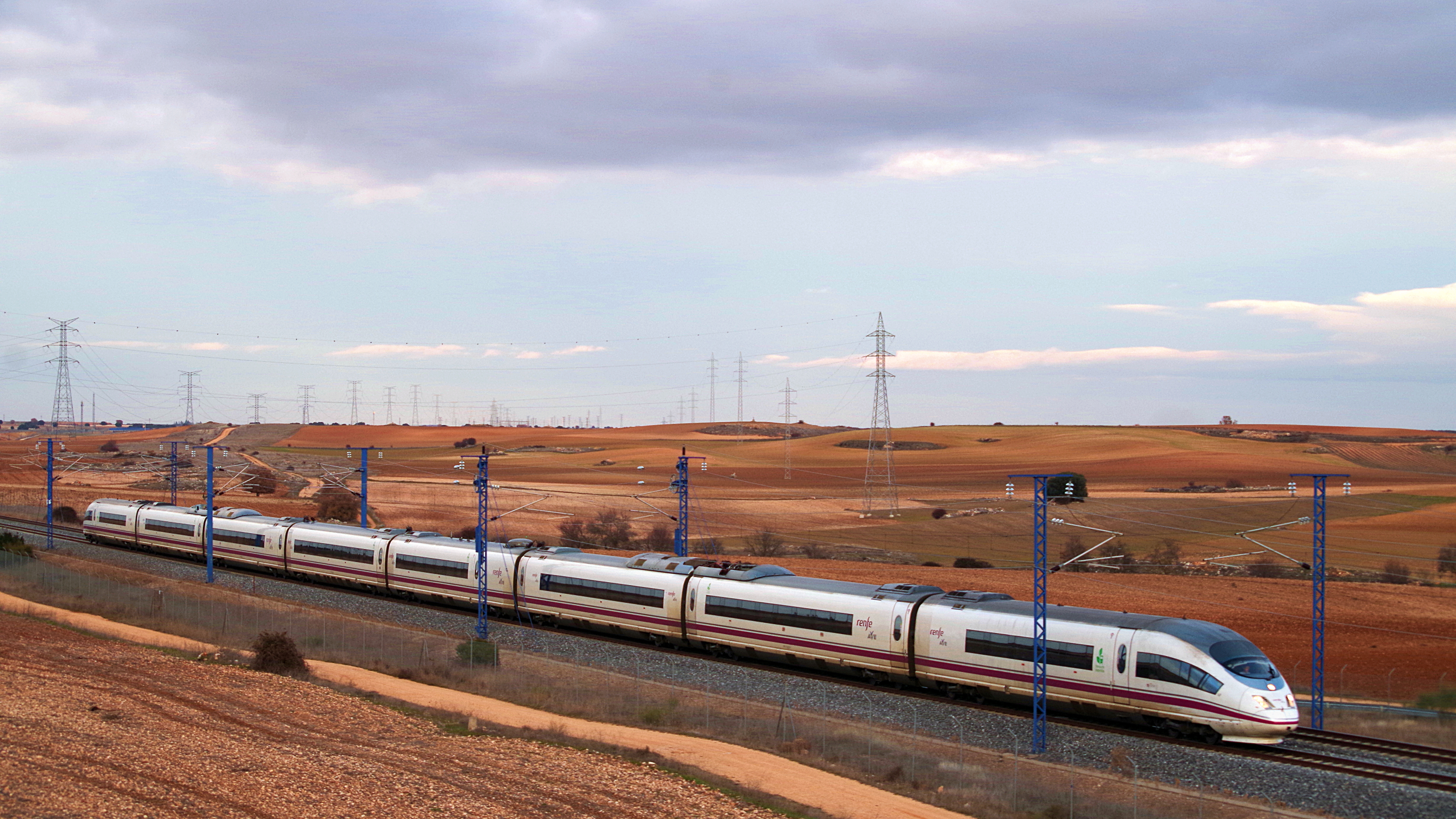
Zug der RENFE-Baureihe 103 auf dem Weg nach Madrid in der Provinz Guadalajara

Die Strecke beginnt im Bahnhof Madrid-Atocha (616 msnm) und verläuft zunächst in südlicher Richtung neben den Gleisen der Schnellfahrstrecke Madrid–Sevilla. Nach rund fünf Kilometern trennen sich beide, die Strecke Richtung Barcelona verläuft danach zunächst in nordöstlicher Richtung durch die Vororte von Madrid und am Westsaum des Río-Henares-Flusssystems. Beim Streckenkilometer 64 wird der Bahnhof Guadalajara-Yebes erreicht, der als Pendlerbahnhof sieben Kilometer südöstlich des Stadtzentrums errichtet wurde.
Die Strecke steigt im weiteren Verlauf an und erreicht mit einer Höhe von (1217,6 msnm) in der Sierra Ministra (Streckenkilometer 152,7), südöstlich von Torralba del Moral den höchsten Punkt im europäischen Hochgeschwindigkeitsnetz. Nun nutzt die Trassierung das südöstliche Hinterland des Jalón und ab Streckenkilometer 197 (kurz vor Calatayud) verläuft die Strecke für rund 30 km weitgehend parallel zur Bestandsstrecke im Flusstal. Beim Streckenkilometer 221 wird der Bahnhof Calatayud erreicht. Die Anbindung Saragossas an die Schnellfahrstrecke fädelt beim Streckenkilometer 294 in nördlicher Richtung aus, während die Neubaustrecke etwa sechs Kilometer südlich am Stadtzentrum in der weiten Ebroniederung vorbeiführt.
Während die Bestandsstrecke im weiteren Verlauf nach Norden (Richtung Tardienta) abschwenkt, verläuft die Neubaustrecke auf direktem Weg nach Lleida, indem sie im nördlichen Hinterland des Ebrotals südlich die Los Monegros berührt. Für rund 50 km verläuft die Strecke in Verkehrswegebündelung mit der Autopista AP-2. Während die Neubaustrecke rund drei Kilometer südlich des Stadtkerns von Lleida verläuft, bindet eine Spange den Bahnhof der Stadt an. Beim Streckenkilometer 452 lag eine ehemalige Umspuranlage, die bis zur Fertigstellung des letzten Streckenabschnitts genutzt wurde.

#### Lleida–Barcelona
Im weiteren Verlauf bis Barcelona folgt die Strecke zunächst in einem Abstand von bis zu fünf Kilometern der Bestandsstrecke und steigt wie diese und die Autopista AP-2 Martorell bei Vinaixa zum Kulminationspunkt zwischen (nördlich) Serra de Vilobí und (südlich) Montañas de Prades an. Meerwärts geht es dann südöstlich entlang des Francolí-Tals bis nördlich von Tarragona, von wo aus im Küstenhinterland nordwestwärts in die Ebene des Penedès gelangt wird. Martorell wird nördlich umfahren, bevor die Strecke in südöstlicher Richtung gen Barcelona abknickt. Im Tal des Llobregat verlaufen die Gleise in dichter Bündelung mit weiteren Straßen und Schienen. Der auf Meereshöhe liegende Bahnhof Barcelona-Sants wird in einem 4619 m langen Tunnel erreicht.

#### Streckencharakteristik
Die Gesamtlänge der Strecke zwischen Madrid und Barcelona beträgt 621 km, einschließlich der Verlängerung zur französischen Grenze bei 744 km bzw. 855 km einschließlich Verbindungskurven und -Strecken. Die Strecke zwischen Madrid und Barcelona führt zwischen Madrid und Barcelona durch die Provinzen Madrid, Guadalajara, Soria, Saragossa, Huesca, Lleida, Tarragona und Barcelona. 29 Prozent der spanischen Bevölkerung, 11,5 Millionen Menschen, leben in diesen Provinzen (Stand: 1998).
Die Strecke führt allein im Abschnitt zwischen Madrid und Lleida durch 26 Tunnel und über 94 Brücken (andere Quelle: 27 Tunnel, 97 Brücken auf der gesamten 855-km-Strecke, weitere Quelle: 24 Tunnel zwischen Madrid und Lleida).
Die Gesamtlänge der Brücken im 481 km langen Abschnitt zwischen Madrid und Lleida liegt bei 26,6 km, die Gesamtlänge der Tunnel bei 24,4 km. An zahlreichen Stellen verläuft die Strecke auf Dämmen oder in Einschnitten.
In Saragossa steht auf einer Grundfläche von 80 000 m² der Bahnhof Zaragoza-Delicias. Der Bahnhofskomplex nimmt neben den Bahnanlagen auch einen Busbahnhof, einen Gewerbekomplex mit zwei Hotels, ein Geschäftszentrum sowie 2000 Parkplätze auf.
In Saragossa zweigt die kurze Schnellfahrstrecke nach Huesca ab.
Die Stationen zwischen Madrid und Barcelona werden in der Regel höhenfrei, zumeist über Verbindungskurven angebunden. Unter anderem führt dabei ein 21,2 km langer Streckenabschnitt an Saragossa, ein 13,1 km langer Abschnitt an Lleida vorbei.

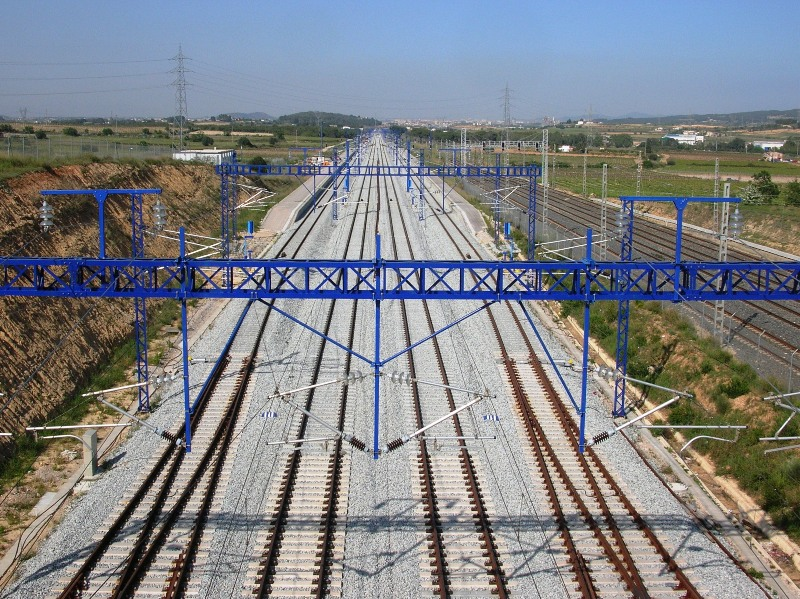
Überhol- und Notbahnhof L’Arboç

Zwischen den Unterwegsbahnhöfen liegen Überhol- und Notbahnhöfe (spanisch Puesto de adelantamiento y estacionamiento de trenes, Abk. PAET). Sie dienen der Überholung von langsamen durch schnelle Züge und zur Abstellung von Instandhaltungsfahrzeugen und Baumaschinen. An vielen dieser Stationen können Züge bei Bedarf auch an einfachen Bahnsteigen geräumt und in Busse evakuiert werden.
Mit Inbetriebnahme der Strecke verkürzt sich der Schienenweg zwischen Madrid und Barcelona um rund 60 km. Die Streckenlänge der Fernstraßen liegt ähnlich hoch, die Luftlinie ist etwa 150 km kürzer.

### Barcelona–Figueres–Französische Grenze
Eine 155 km lange Schnellfahrstrecke zwischen Barcelona und der französischen Grenze wurde am 9. Januar 2013 eröffnet. Das Umsteigen in Figueres entfiel aber erst mit dem Fahrplanwechsel am 15. Dezember 2013. Seitdem verkehren Züge des Gemeinschaftsunternehmens Elipsos von RENFE und SNCF nach Paris und Lyon. Auch Toulouse ist seit diesem Tag umsteigefrei mit Barcelona verbunden. Ferner wurde eine Direktverbindung zwischen Marseille und Madrid eingerichtet.
Abschnitt Barcelona–Figueres
Im Juni 2007 kündigte das Ministerium für Infrastrukturförderung an, dass die Eröffnung der Gesamtstrecke zwischen dem Bahnhof Barcelona-Sants und Figueres erst im Jahr 2012 (statt 2009) erfolgen solle. Tatsächlich wurde die Strecke erst 2013 in Betrieb genommen. Eine wesentliche Ursache für die Verzögerung liegt in Girona, wo umfangreiche Arbeiten zur Errichtung eines vier Kilometer langen Innenstadttunnels mit Tieferlegung des Bahnhofs im April 2010 begonnen hatten. In Barcelona begann Ende September 2009 der Vortrieb für den Provença-Tunnel zwischen dem Bahnhof Sants und dem neuen Bahnhof Sagrera. Der 5,6 km lange Tunnel wurde größtenteils (4,8 km) mit einer Tunnelbohrmaschine aufgefahren. Umstritten war die Unterquerung von etwa 800 Gebäuden im Stadtgebiet von Barcelona. Auch führt der Tunnel nur wenige Meter an den Fundamenten der Basilika Sagrada Família entfernt vorbei. Dieser Abschnitt wurde im Oktober 2010 im Rohbau fertiggestellt. Seit Dezember 2010 verkehren Güterzüge auf Regelspur vom Hafen Barcelona nach Frankreich. Sie benutzten dabei den bereits fertiggestellten Abschnitt der Schnellfahrstrecke zwischen Montmeló und dem Güterbahnhof von Girona auf einer Länge von 66 Kilometern sowie ab Figueres-Vilafant und dazwischen die Bestandsstrecke Barcelona–Cerbère. Ein Gleis wurde dafür zwischen Girona und Viamalla mit einer dritten Schiene ausgerüstet. Im Juli 2011 erfolgten auch die letzten Tunneldurchstiche im Stadtgebiet Gironas. und Barcelonas. Dieser Streckenabschnitt wurde schließlich als letztes Teilstück der Gesamtverbindung zur französischen Grenze am 9. Januar 2013 eingeweiht.
Abschnitt Figueres–Französische Grenze
Die Grenze zu Frankreich wird bei La Jonquera erreicht, von dort führt die Strecke nach Perpignan/Perpinyà. Dieser nördlichste Abschnitt der Schnellfahrstrecke ist der spanische Teil der französisch-spanischen Schnellfahrstrecke (LGV Perpignan–Figueres), er umfasst unter anderem einen 8,1 km langen Tunnel unter dem Col de Perthus in den Pyrenäen. Die geschätzten Kosten des Bauwerks, bis zu 900 Millionen Euro, wurden – erstmals in Spanien – im Rahmen einer Public Private Partnership privat vorfinanziert und werden über 50 Jahre zurückgezahlt. Im Unterschied zum südlicheren, herkömmlich beauftragtem Bauabschnitt wurde dieser Teilabschnitt pünktlich fertiggestellt und ist Ende 2010 in Betrieb gegangen.

## Geschichte

### Ausgangssituation
Die Altstrecke Madrid–Barcelona hatte seit ihrer Errichtung im 19. Jahrhundert keine wesentlichen Veränderungen erfahren. Sie verfügt, mit wenigen, kurzen Ausnahmen, über keine für mehr als 120 km/h geeignete Trassierung. Im Abschnitt Zaragoza–Manresa (nordwestlich von Barcelona) ist die Bestandsstrecke nur eingleisig, zudem war sie in den 1990er Jahren stark belastet. Der Abschnitt zwischen Calatayud und Ricla gilt als besonders bogenreich. Die schnellsten Fernzüge erreichten eine durchschnittliche Reisegeschwindigkeit von rund 105 km/h.
Die Reisezeit im Schienenverkehr zwischen Madrid und Zaragoza lag bei drei Stunden, zwischen Madrid und Lleida bei vier Stunden und 36 Minuten sowie zwischen Madrid und Barcelona bei sechs Stunden und 30 Minuten. Diese Reisezeiten glichen in etwa den Reisezeiten auf der Straße.
Erste Überlegungen für eine Schnellfahrstrecke zwischen Madrid, Barcelona und der französischen Grenze bei Port Bou gehen auf das Jahr 1975 zurück. Die 728 km lange, regelspurige Strecke sollte mit bis zu 270 km/h befahren werden. Nach dem Tod von Francisco Franco im selben Jahr wurde das Vorhaben zunächst nicht mehr weiter verfolgt. Der 540 km lange Abschnitt zwischen Madrid und Barcelona sollte – nach dem Planungsstand von Ende der 1970er Jahre – eine Reisezeit von zweieinhalb Stunden zwischen den beiden Städten ermöglichen. Die Strecke sollte an Saragossa vorbeiführen und die Stadt über einen Tunnel anbinden.
Am 9. Dezember 1988 beschloss der spanische Ministerrat, die Strecken zwischen Madrid und Barcelona sowie Sevilla zu realisieren. Am 16. Dezember fiel die Entscheidung, zunächst die Strecke nach Sevilla umzusetzen. Seit Anfang der 1990er Jahre besteht eine Schnellstraße (span. autovía) zwischen Madrid und Saragossa. In der Folge ging der Marktanteil der Eisenbahn auf dieser Relation binnen zehn Jahren um etwa 40 Prozent zurück. Eine Mautautobahn verbindet schon seit den 1980er Jahren Saragossa und Barcelona.
Im Modal Split zwischen Madrid und Saragossa lag der Pkw Mitte der 1990er Jahre mit 66 Prozent an der Spitze. Der Anteil der Bahn lag bei 18, der des Autobusses bei 15 und der des Flugverkehrs bei einem Prozent. Auf der Relation Madrid–Barcelona lag der Anteil des Pkw bei 24 Prozent, des Busses bei fünf und des Flugzeugs bei 63 sowie der Bahn bei acht Prozent. Der Preis einer Bahnfahrkarte (erste Klasse: 8200, zweite Klasse: 6200 Peseten) lag dabei deutlich niedriger als der eines Flugtickets (erste Klasse: rund 20 000 Peseten, Touristenklasse: etwa 12 000 bis 15 000 Peseten).
1997 nutzten etwa drei Millionen Fluggäste die von drei Fluggesellschaften zwischen Madrid und Barcelona angebotenen 65 Flüge pro Tag. Zehn Jahre zuvor hatten 1,4 Mio. Reisende den Flugverkehr genutzt.

### Planung
Die spanische Regierung beschloss Ende 1988 die Errichtung einer regelspurigen Schnellfahrstrecke zwischen Sevilla, Madrid, Barcelona und der französischen Grenze, mit Verlängerung nach Perpignan. Der erste Teil dieser Achse, die Schnellfahrstrecke Madrid–Sevilla, wurde im Frühjahr 1992 eröffnet.
Der spanische Ministerrat erteilte Ende 1995 die Genehmigung für die ersten beiden Abschnitte der Schnellfahrstrecke nach Barcelona. Für umgerechnet 375 Millionen Euro sollte der 35 km lange Abschnitt zwischen Calatayud und Ricla sowie das 80-km-Teilstück Zaragoza–Lleida errichtet werden. Der Baubeginn sollte im Sommer 1996 erfolgen, die Gesamtkosten der Strecke zwischen Madrid und Barcelona waren auf umgerechnet 5 Milliarden Euro geschätzt worden. Der Abschnitt zwischen Madrid und Lleida wurde in 26 Bauabschnitte unterteilt. Die Planung von 1998 ging von einer Inbetriebnahme des Abschnitts zwischen Madrid und Barcelona von 2002 aus; die verbleibende Trasse zur französischen Grenze sollte 2004 abgeschlossen werden.
1996 begannen die Bauarbeiten in den Streckenabschnitten Zaragoza–Lleida und Calatayud–Ricla. Am 23. Mai 1997 beschloss die spanische Regierung, den Auftrag für den Bau und die Verwaltung der Strecke der Gestor de Infraestructuras Ferroviarias (GIF) zu übertragen. Diese übernahm damit auch die Verantwortung für die bereits seit 1996 im Bau befindlichen Abschnitte Zaragoza–Lleida und Calatayud–Ricla der Strecke.
In der Planungsphase ging man von 12,4 Millionen Fahrgästen zwischen Madrid und Barcelona im Jahr 2005 aus. Kurzfristige Planungen der RENFE von Anfang 2008 gehen von 6 bis 6,5 Mio. Passagieren pro Jahr aus.
Die Trassierung der Strecke wurde, neben der Geografie und technischen Parametern, wesentlich durch Naturschutzgebiete bestimmt. Diese machen acht Prozent der Landesfläche aus und durften nicht durchfahren werden.
Das Ministerium für öffentliche Infrastruktur schätzte die Baukosten der 635 km langen Verbindung zwischen Madrid und Barcelona Mitte der 1990er Jahre auf 890 Milliarden Peseten. Der Abschnitt zwischen Barcelona und der französischen Grenze wurde auf etwa 200 Milliarden Peseten geschätzt. Die geplanten Gesamtinvestitionen für die 855 km lange Strecke liegen bei 8,775 Milliarden Euro und wurden teilweise über Kredite der Europäischen Investitionsbank zwischenfinanziert. Ein Kredit über 2,5 Milliarden Euro, der im September 2002 für die Strecke vergeben worden, war dabei der bis dahin höchste Kredit der EIB. Für den Bau des 124,4 km langen Abschnitts zwischen Chiloeches und Calatayud gab die GIF im Juli 1998 77,5 Milliarden Pesetas frei.
In der Planung setzte man voraus, dass die Hälfte der Kosten durch die Europäische Union getragen würde. Etwa 30 Prozent der Gesamtkosten sollten Investoren beitragen. Ein Güterverkehr wurde erwogen, um die Rentabilität zu erhöhen. Letztlich wurde die Strecke vollständig aus öffentlichen Mitteln finanziert.

### Bau
Die Strecke wurde von der GIF begonnen, die zum 1. Januar 2005 in die Administrador de Infraestructuras Ferroviarias (ADIF) überging und Bau und Betrieb übernahm.
Am 22. Dezember 1995 vergab die spanische Regierung zunächst zwei Bauverträge über zwei Teilstrecken, um die bestehende Bahnstrecke zu verkürzen: Neben einem 35 km langen Streckenabschnitt zwischen Ricla und Calatayud wurde auch ein 80 km langer Abschnitt durch die Monegros-Hochebene vergeben, um die Strecke zwischen Saragossa und Lleida zu verkürzen.
Die Bauarbeiten begannen 1996. Am 28. Januar 2000 erhielt ein Konsortium den Auftrag zur Elektrifizierung der Strecke zwischen Madrid und Lleida.
Die Strecke sollte nach der Planung von 1999 2004 fertig werden, laut Planung von 2002 dann 2005 in Betrieb gehen und später zur französischen Grenze verlängert werden. Auch im Abschnitt zwischen Madrid und Lleida ergaben sich Verzögerungen: Das Teilstück sollte, nach der Planung von 2001, im Jahr 2002 eröffnet werden. Bedingt durch Probleme der Bau- sowie der neuen Leit- und Sicherungstechnik (ERTMS / ETCS) kam es zu zahlreichen Verzögerungen. So führte die schnelle Planung, verbunden mit unzureichenden geologischen Vorerkundungen zu massiven Problemen. Auf einem insgesamt 166 km langen Abschnitt traten örtliche Setzungen und Hohlräume unterhalb der Fahrbahn auf, einige Einschnitte und Bahndämme galten als instabil. Darüber hinaus erwies sich der Beton, der beim Bau einiger Tunnel sowie der Ebrobrücke verwendet wurde, als brüchig. Zudem trat bei Versuchsfahrten mit mehr als 300 km/h Schotterflug auf. Im Frühjahr 2003 wurde die zunächst für Juni 2003 geplante Inbetriebnahme von ETCS Level 2 um ein Jahr verschoben.
Um die fertiggestellten Anlagen für durchgehende Züge nutzen zu können und damit Fahrzeitverkürzungen zu erzielen, wurden an den zeitweisen Streckenenden Spurwechselanlagen eingerichtet und nach Inbetriebnahme des nächsten Abschnittes wieder entfernt. Das betraf beispielsweise Zaragoza und Lleída.
Der 82,5 km lange Abschnitt zwischen Puigverd de Lleida und Roda de Berà (bei Camp de Tarragona), einschließlich einer Umspuranlage in Roda de Berà (für Talgo- und CAF-Züge) war im September 2006 zu 97 Prozent fertiggestellt und ging kurz darauf in Betrieb. Der letzte, 86 km lange Abschnitt, zwischen Roda de Berà und Barcelona-Sants sollte ursprünglich Ende 2007 eröffnet werden. Insbesondere im Bereich der 4,1 km langen Einführung in Bahnhof Barcelona-Sants entlang der bestehenden Gleise, zwischen Sant Joan Despí und Sant Boi, waren im September 2006 noch Bauarbeiten im Gange. In diesem Abschnitt entstand auch eine 870 m lange Brücke über den Llobregat und eine Bahnstrecke der FGC nach Martorell. Am 18. Februar 2008 erfolgte die Eröffnungsfahrt zwischen Barcelona und Camp de Tarragona. Ein Zug der Renfe Baureihe 103 fuhr die Strecke in 34 Minuten und wechselte dabei an mehreren Stellen das Gleis.
Die Bauarbeiten führten wiederholt zu Problemen. So kam es allein im letzten Abschnitt zwischen Camp de Tarragona und Barcelona zu mehr als 20 Einstürzen während der Baumaßnahmen. In Barcelona wurde 2007 ein Tunnel der meist befahrenen spanischen Bahnstrecke eingedrückt, so dass neben der RENFE-Strecke ebenfalls eine Linie der Metro Barcelona und mehrere Strecken der Ferrocarrils über Wochen gesperrt werden mussten.
Eine Bürgerinitiative befürchtete Probleme bei der Unterfahrung der Sagrada Família in, nach eigenen Angaben, nur etwa 75 cm Abstand zum Gebäude.

### Inbetriebnahme

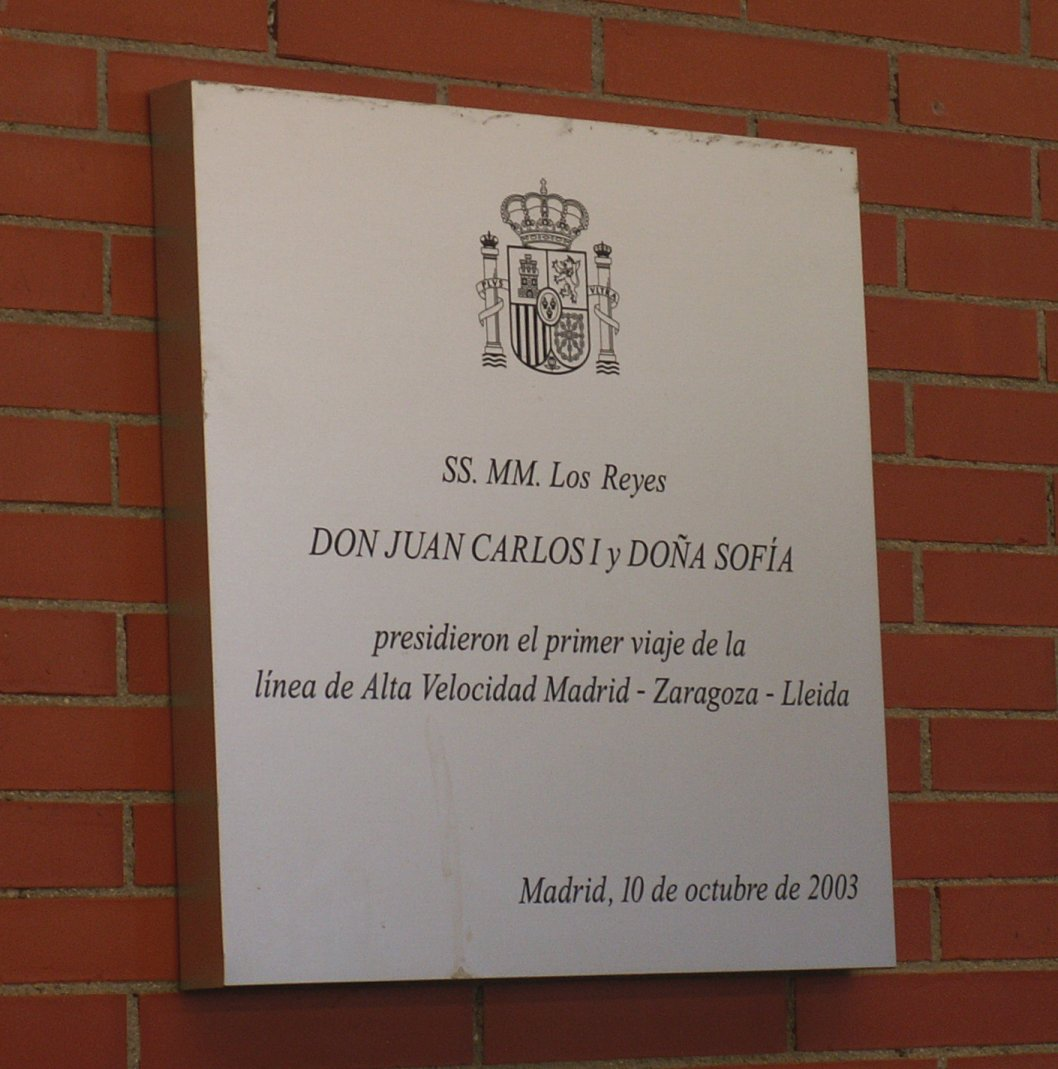
Eine Gedenktafel erinnert im Bahnhof Atocha an die Eröffnungsfahrt auf dem ersten Abschnitt mit König Juan Carlos und Königin Sofía

Die Eröffnung der Gesamtstrecke war zunächst für den 12. Oktober 2002 vorgesehen. Bis Dezember 2002 wurde der Streckenabschnitt zwischen Madrid und Zaragoza in Betrieb genommen. Die zulässige Höchstgeschwindigkeit lag zunächst bei 200 km/h. Als Zugbeeinflussung wurde ASFA eingesetzt.
Am 24. Februar 2003 gab es eine erste Test- und Demonstrationsfahrt (mit Medienvertretern), wobei ein Triebzug der RENFE-Baureihe 100 zwischen Saragossa und Lleida kurzzeitig eine Geschwindigkeit von 300 km/h erreichte. Die ursprünglich bis 7. März vorgesehenen Testfahrten wurden aufgrund zahlreicher Probleme abgebrochen. Der Eröffnungstermin wurde von 31. März insgesamt sechs Mal auf den 11. Oktober verschoben. Mit dem Rücktritt des GIF-Vorsitzenden Juan Carlos Barrón am 27. Februar wurde die Verantwortung für den Bau der Strecke auf eine Arbeitsgruppe von RENFE und GIF übertragen. Am 10. Oktober 2003 wurde die Strecke zwischen Zaragoza und Lleida eingeweiht; die befahrbare Streckenlänge erhöhte sich auf 409 km. Die durchgehenden Züge wurden unter dem Namen Altaria mit lokbespannten und umspurbaren Talgo-6-Einheiten gefahren.

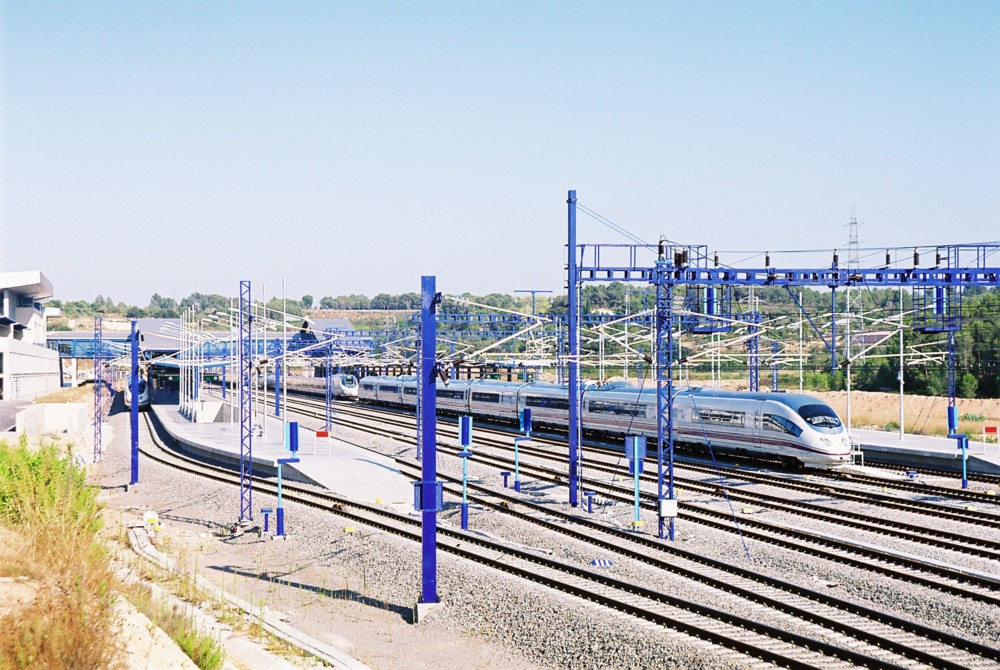
Bahnhof Camp de Tarragona mit haltenden Triebzügen der Baureihen 102 und 103 im August 2007

Ab 26. Februar 2005 verkehrten zwischen Madrid und Lleida täglich vier (sonnabends drei) Zugpaare mit Talgo-Triebzügen der Baureihe 102. Am 17. Mai 2006 wurden zwölf umspurbare Triebzugeinheiten der Baureihe 120-Einheiten in Betrieb genommen, die mit dem Markennamen Alvia die Altaria-Züge auf der Gesamtstrecke ablösten. Die Reisezeit zwischen Madrid und Barcelona verkürzte sich in den ohne Zwischenhalt verkehrenden Zügen auf vier Stunden und 15 Minuten. Am gleichen Tag gingen die Streckenabschnitte zur Umgehung von Zaragoza und Lleida in Betrieb.
Am 19. Mai 2006 wurde die zulässige Höchstgeschwindigkeit auf 250 km/h angehoben. Mit Inbetriebnahme des Zugbeeinflussungssystems ETCS Level 1 am 16. Oktober des gleichen Jahres folgte eine Erhöhung auf 280 km/h.

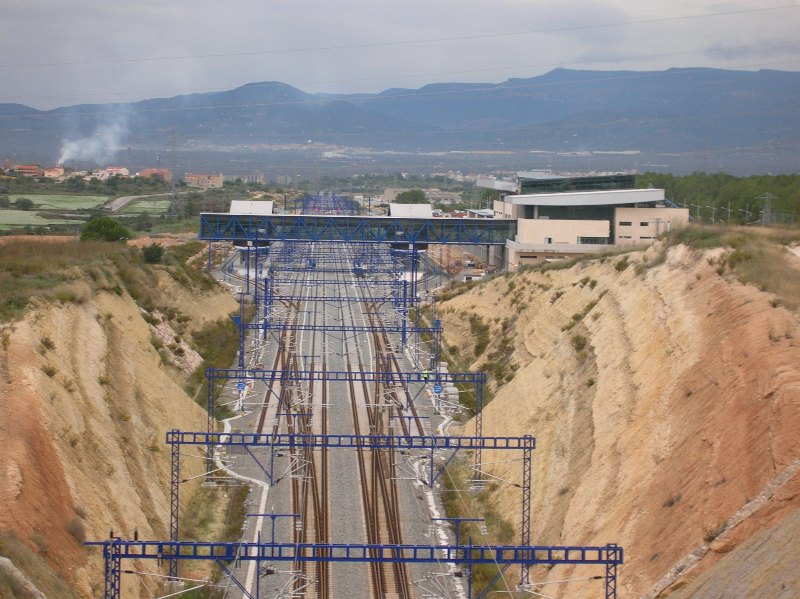
Bahnhof von Camp de Tarragona mit Blick Richtung Westen.
Der Abzweig zur Spurwechselanlage Roda de Barà liegt 13 km entfernt.

Am 18. Dezember 2006 wurde die 82,5 km lange Verlängerung bis Camp de Tarragona fertiggestellt und der Spurwechsel von Lleida nach Roda de Barà verlegt. Am 7. Mai 2007 wurde die zulässige Höchstgeschwindigkeit auf 300 km/h angehoben. Im Sommer 2007 legen umspurbare Alvia-Züge die 602,8 km lange Strecke zwischen Madrid-Atocha und Barcelona-Sants mit Umspuren in Camp de Tarragona in einer Fahrzeit von drei Stunden und 55 Minuten zurück (Reisegeschwindigkeit: 153,9 km/h).
Ab dem 9. Mai 2007 verkehrten Testzüge in Vorbereitung auf die Inbetriebnahme dieses Teilstücks zur katalanischen Hauptstadt bis Sant Joan Despí am Rand von Barcelona, die schließlich am 20. Februar 2008 erfolgte.
Bis zum 20. Februar 2008 endete die Schnellfahrstrecke östlich des Bahnhofs Camp de Tarragona. Nichtumspurbare Züge endeten in Camp de Tarragona, die umspurbaren Einheiten passierten eine Umspuranlage und erreichten über eine eingleisige Verbindungsstrecke die Altstrecke nach Barcelona bei St. Vicenç de Calders. Die Breitspurverbindung ist 67,1 km lang.

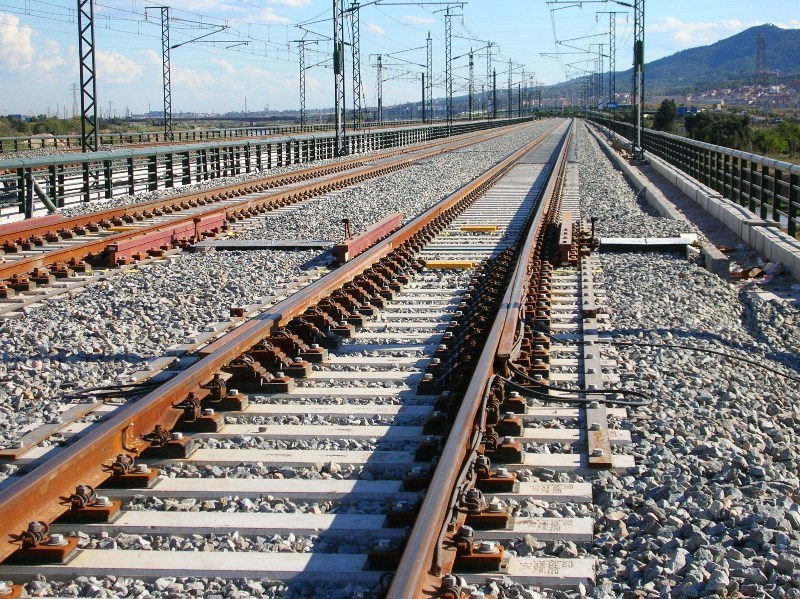
Brücke mit Schienenauszug und ETCS-Balisen in der Nähe von Barcelona

Der 78 km lange Streckenabschnitt zwischen Camp de Tarragona und Barcelona sollte zuletzt am 21. Dezember 2007 in Betrieb gehen, konnte jedoch nicht rechtzeitig fertiggestellt werden. Mit zweimonatiger Verspätung ging sie am 20. Februar 2008 in Betrieb. Die Fahrzeit zwischen Madrid und Barcelona beträgt ohne Zwischenhalte zwei Stunden und 38 Minuten.
Ursprünglich war vorgesehen, mit der Inbetriebnahme der zweiten Ausbaustufe des Zugbeeinflussungssystems (ETCS Level 2) im Jahr 2008 die zulässige Höchstgeschwindigkeit auf 350 km/h zu erhöhen. Nach Aussagen der für Infrastruktur und Verkehr zuständigen Ministerin Magdalena Álvarez vom Mai 2007 soll die Geschwindigkeit auf allen spanischen Schnellfahrstrecken bis auf Weiteres auf 300 km/h beschränkt bleiben. Nach Aussagen des Infrastrukturunternehmens ADIF von Mitte Februar 2008 hatten zu dieser Zeit bereits Tests der Sicherungstechnik für 350 km/h begonnen. Neben der fehlenden Betriebszulassung von ETCS Level 2 befürchtet der Netzbetreiber ADIF, die Strecke könnte bei 350 km/h einem hohen Verschleiß ausgesetzt werden. Ferner bereitet das durch verschiedene Hersteller gelieferte ETCS-Strecken- und -Fahrzeugequipment Probleme.

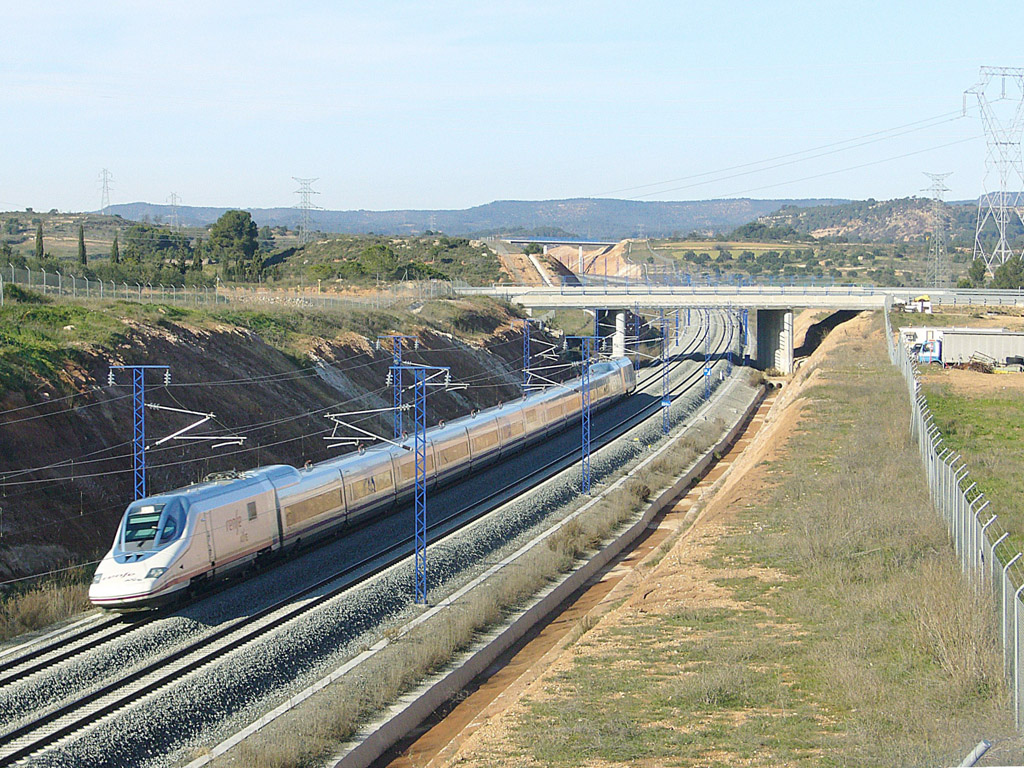
Ein Talgo 350 (Renfe-BR 102) zwischen Madrid und Tarragona

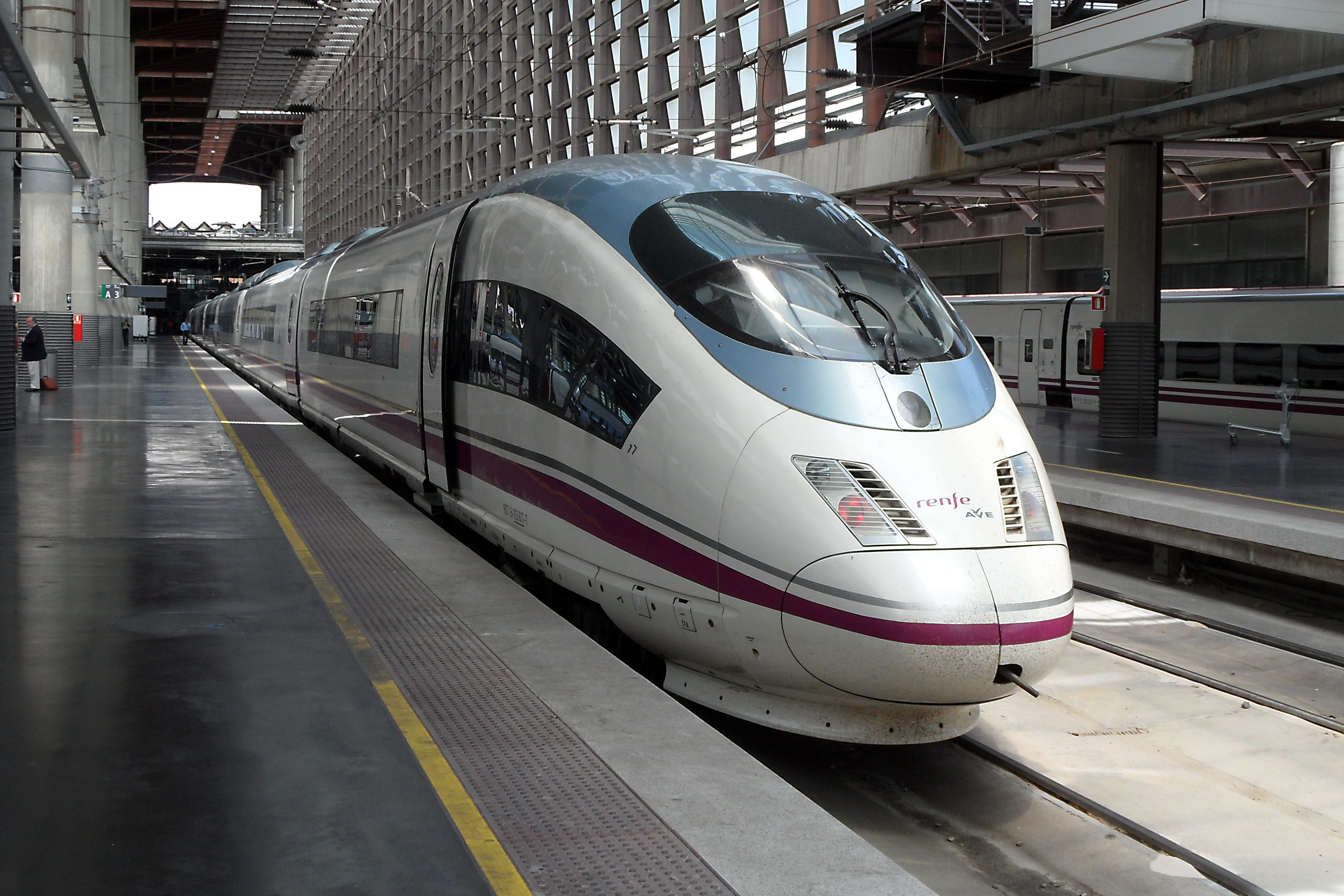
Bf Madrid Atocha, Endwagen 7 103 617

Im Jahr 2000 erfolgte die Ausschreibung zur Lieferung von Hochgeschwindigkeitszügen für die Schnellfahrstrecke im Umfang von umgerechnet 1,3 Milliarden D-Mark (ca. 665 Mio. €). Um den Auftrag beworben hatten sich Talgo und Adtranz mit dem Talgo 350, Siemens Transportation Systems mit dem Velaro E sowie ein Konsortium von Alstom und CAF mit TGV-Varianten. Das Alstom/CAF-Konsortium bot dabei eine modernisierte Variante der (auf dem TGV basierenden) Baureihe 100, den TGV Duplex sowie den AGV an. Eine wesentliche Bedingung der Ausschreibung war, dass die Produktion der Züge weitgehend in Spanien stattfindet und die Wartung im Land durch den Hersteller übernommen werden kann. Bombardier war mit seinem Angebot bereits zuvor ausgeschieden. Im März 2001 ging aus der Ausschreibung ein Auftrag über den Bau von je 16 Velaro-E- und 16 Talgo-350-Hochgeschwindigkeitszügen mit einem Gesamtvolumen von 740 Mio. Euro hervor.
Seit der vollständigen Inbetriebnahme zwischen Madrid und Barcelona werden auf dieser Strecke vorrangig die Velaro-E-Triebzüge der Baureihe 103 eingesetzt.

### Rekordfahrten
Am 12. Juni 2002 stellte der Neigetechnikzug Talgo XXI bei einer Fahrt auf dem im Bau befindlichen Teilstück Lleida – Saragossa mit 254 km/h einen neuen Weltrekord für Schienenfahrzeuge mit Dieselantrieb auf.
Am 16. Juli 2006 erreichte ein Velaro E auf der Strecke zwischen Guadalajara und Calatayud eine Geschwindigkeit von 403,7 km/h. Damit wurde er zum schnellsten Serienzug der Welt (die Rekorde des TGV wurden mit speziell umgebauten Fahrzeugen gefahren).
Bereits am 24. Februar 2001 hatte eine Vorserieneinheit des Talgo 350 auf der Strecke mit 359 km/h einen neuen spanischen Schienen-Geschwindigkeitsrekord aufgestellt.
Siehe auch: Geschwindigkeitsweltrekorde für Schienenfahrzeuge

## Betrieb

### Nutzung

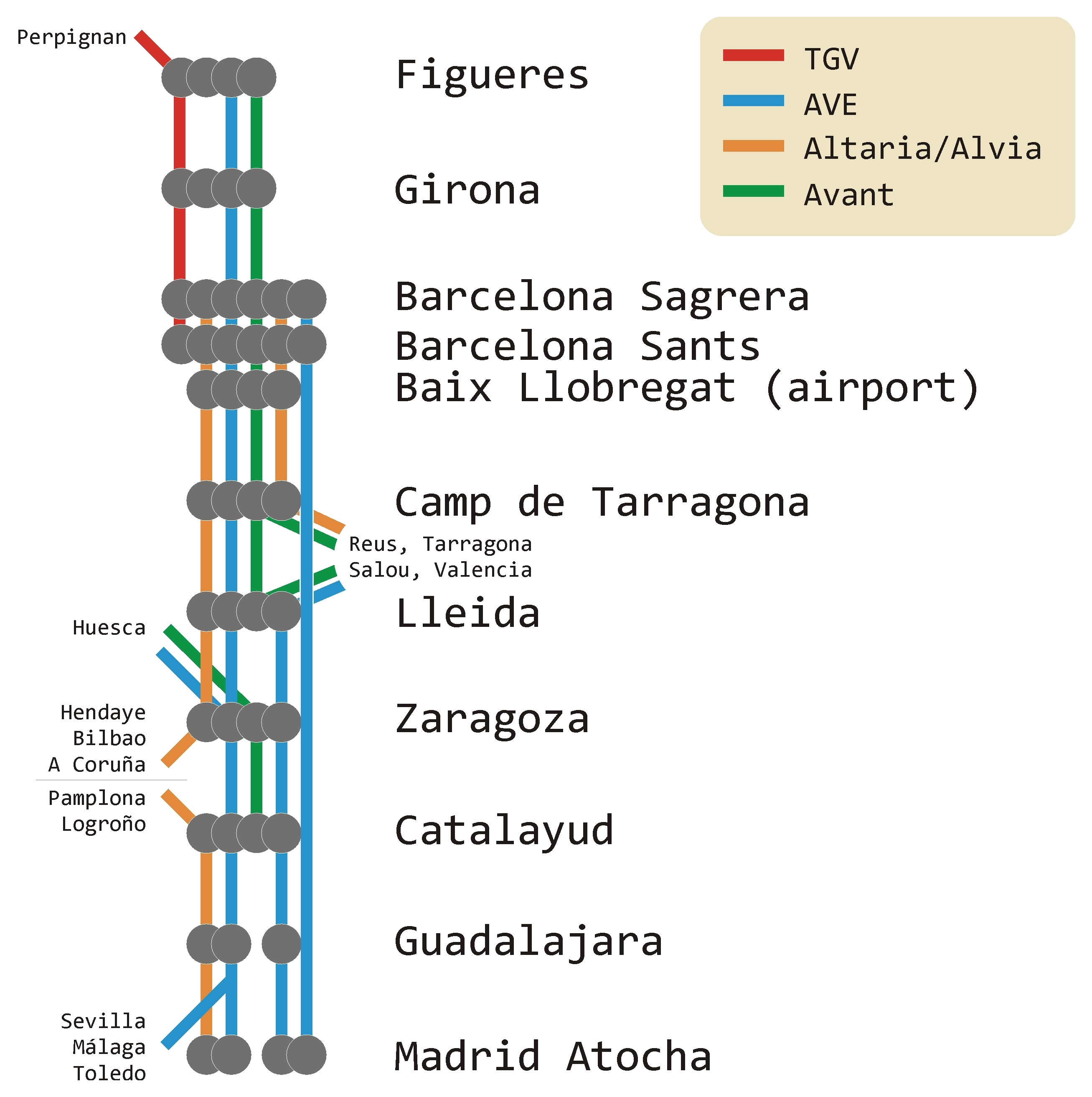
Überblick über Zuggattungen und deren Unterwegshalte im Endausbau

Die Strecke wird von verschiedenen Zuggattungen befahren, darunter AVE, (umspurbare) Alvia sowie Altaria.
Das Betriebsprogramm sieht vor, nur einen Teil der Züge an einigen oder allen Unterwegsbahnhöfen halten zu lassen. Andere Züge verkehren zwischen Madrid und Barcelona hingegen ohne Halt. Darüber hinaus nutzen zurzeit (2010) zwei Zugpaare täglich die Strecke für die Direktverbindung von Barcelona und Saragossa mit Andalusien (Sevilla bzw. Málaga) ohne Halt in Madrid. Diese Züge befahren eine im Januar 2009 eröffnete Verbindungskurve zwischen den Hochgeschwindigkeitsstrecken Madrid–Barcelona und Madrid–Sevilla, die zwischen dem Ort Getafe und dem Madrider Ortsteil Vallecas verläuft und eine Länge von 5,25 km aufweist. Zusätzlich wird die Strecke zwischen Barcelona und Zaragoza von »Alvia«-Zügen von und nach Bilbao sowie zwischen Madrid und Zaragoza von Zügen von und nach Huesca befahren. Für die Verbindung nach Bilbao entstand nordwestlich des Bahnhofs Zaragoza-Delicias erneut eine Spurwechselanlage für die Systeme Talgo und CAF.
Mit der Inbetriebnahme von ETCS Level 2 wurde die zulässige Höchstgeschwindigkeit auf der Strecke am 24. Oktober 2011 auf 310 km/h erhöht. Die Fahrzeit der durchgehenden Züge zwischen Madrid und Barcelona wurde damit um acht Minuten auf zwei Stunden und 30 Minuten gesenkt.

### Auswirkungen
Mit der Inbetriebnahme des ersten Abschnitts am 11. Oktober 2003 verkürzte sich die Fahrzeit zwischen Madrid und Lleida von vier Stunden und 49 Minuten auf zwei Stunden und 40 Minuten; das Zugangebot wurde von vier auf zehn Zugpaare pro Tag ausgeweitet. Die Fahrzeit zwischen Madrid und Barcelona ging dabei von rund sieben auf vier Stunden und 40 Minuten zurück.
Zwischen Oktober und Dezember 2003 nahm die Zahl der Bahnfahrgäste zwischen Madrid und Barcelona im Jahresvergleich um 19 Prozent zu. 2004 verlor der Flugverkehr zwischen Madrid und Saragossa 85 Prozent seiner Reisenden an die Eisenbahn. Nach Eröffnung des Teilstücks nach Tarragona im Oktober 2006 nahm die Zahl der verkauften Fahrkarten binnen zwei Monaten im Jahresvergleich um 157 Prozent zu. Am 1. April 2007 stellte die Iberia-Tochter Air Nostrum den Flugverkehr zwischen Madrid und Reus ein. Ende 2007 erreichten die Fahrzeuge der Baureihe 120 eine Fahrzeit von vier Stunden und 20 Minuten (sieben Zugpaare pro Tag).
Im ersten Halbjahr 2007 nahm die Zahl der Fahrgäste zwischen Madrid und Barcelona um 13 Prozent gegenüber dem Vorjahr auf 598 300 Reisende zu. Die Auslastung der durchgehenden Züge zwischen Madrid und Barcelona liegt bei durchschnittlich 70,1 Prozent (Stand: Juni 2008). Mitte 2009 lag die Auslastung bei mehr als 75 Prozent. Im ersten Betriebsjahr (20. Februar 2008 bis Ende 2008) nutzten sechs Millionen Fahrgäste die Strecke. Dies entspricht einer Zunahme gegenüber dem Vorjahreszeitraum um 82 Prozent.
Im Jahr 2007 lag der Marktanteil der Bahn, im Verhältnis zum Flugzeug, zwischen Madrid und Barcelona bei 11,8 Prozent. Ende 2008 lag der Anteil der Schienenverkehrsnutzer auf dieser Relation bei mehr als 48 Prozent. Die durchschnittliche Pünktlichkeit der Züge wird mit 99,18 Prozent angegeben. Bei Verspätungen von mehr als sechs Minuten wird den Reisenden der Fahrpreis erstattet.

## Technik
Die Strecke zählt, neben der Schnellfahrstrecke Madrid–Sevilla, zu den ersten spanischen Strecken, die in der in Mitteleuropa üblichen Regelspur (1435 mm) statt der im spanischen Netz üblichen Breitspur (1668 mm) ausgeführt wurde.
Sie gehört ebenfalls zu den ersten Strecken, auf denen Züge mit ETCS planmäßig verkehren. Aufbauend auf ETCS kommt ERTMS auf dieser Strecke erstmals in Spanien zum Einsatz. In einer ersten Stufe wurde 2006 ETCS Level 1 in Betrieb genommen, die zulässige Höchstgeschwindigkeit damit auf 250 km/h erhöht. Auch nach der Umstellung auf ETCS Level 2 kommen auf der Strecke konventionelle ortsfeste Signale zum Einsatz. Zur Kommunikation zwischen Triebfahrzeugführern und Fahrdienstleitern wird GSM-R verwendet.
Die Tunnel wurden weitgehend in Spritzbetonbauweise errichtet.
Der Oberbau besteht aus Betonschwellen und dem Schienenprofil UIC 60. Gegenüber der Schnellfahrstrecke Madrid–Sevilla, die mit 300 km/h befahren wird, wurde die Höhe der Schwellen um zwei Zentimeter erhöht. Wegen der kurzen Planungsfrist und fehlenden Erfahrungen wurde auf den Einbau einer festen Fahrbahn verzichtet.
Die Planumsbreite liegt bei 14 m, bei einem Gleismittenabstand von 4,70 m.
Zur statischen Belastungsprobe der Brücken wurden Lkw an statisch ungünstigen Stellen aufgestellt, zur Prüfung der dynamischen Belastung erfolgten Vollbremsungen mit Zügen auf den Brücken.
Auf der Strecke wurden insgesamt 296 Weichen für Abzweiggeschwindigkeiten von 100, 160 und 220 km/h (136 Stück) eingebaut. Im Abstand von 25 bis 30 Kilometern wurden Überleitstellen eingerichtet, die im abzweigenden Strang – ebenso wie Gleiswechsel in Bahnhöfen – mit 220 km/h befahren werden können. Die Weichen dieser Gleisverbindungen sind Klothoidenweichen mit einer Länge von 180 m und einem von 17 000 auf 7300 m verkleinernden Radius; die Zungen dieser Weichen sind 63 Meter, die Herzstücke 28,8 Meter lang. Die maximale Querbeschleunigung am Anfang der Weichen liegt bei 1,0 m/s².
An den Brückenbauwerken wurden insgesamt 196 Schienenauszüge installiert, in Abhängigkeit von der Länge des Bauwerks mit einer Auszugslänge zwischen etwa 150 und 600 mm.